# Josef Breuer
Josef Breuer (Viena, 15 de enero de 1842-ibid., 20 de junio de 1925) fue un médico, fisiólogo y psicólogo austriaco, descubridor de la función del oído en la regulación del equilibrio y del mecanismo de la regulación térmica del cuerpo por medio de la respiración. Creador del método catártico para el tratamiento de las psicopatologías de la histeria. Dicho método fue precursor del método psicoanalítico de Sigmund Freud.

## Biografía
Nacido en Viena, en el seno de una prestigiosa familia judía, su madre fallece cuando Josef contaba con tan solo 4 años de edad. Queda entonces al cuidado de su abuela materna y de su padre, el rabino Léopold Breuer (1791-1872), quien era una eminencia en judaísmo y redactor del manual de instrucción religiosa utilizado en las escuelas judías de Viena. Sin embargo, Josef, fiel defensor de los principios de la asimilación, no creyente ni practicante a pesar de mantenerse durante toda su vida apegado a los principios fundamentales del judaísmo, decide tomar el camino de la medicina en la que comenzó a cursar sus primeros estudios en 1859.
Durante su carrera universitaria fue alumno de Josef Skoda, Ernst von Brücke, Kart Rokitansky y de Johann Ritter von Oppolzer, médico clínico, del cual se convierte en su asistente en el Hospital General de la ciudad. Finalmente se recibe de Privat-Dozent (docente adscrito) en 1867.
En 1868, se casa con Mathilde Altmann, con la que tendrá cinco hijos: Robert, Bertha, Margaret, Hans y Dora.

## Trayectoria
Hacia 1868, trabaja en el laboratorio de fisiología del Dr. Ewald Hering donde descubre la función del nervio neumogástrico en el proceso de la regulación térmica corporal por medio de la respiración, que determina la relación entre los pulmones y el sistema nervioso. A este proceso se lo conoce finalmente como el reflejo de Hering-Breuer.
En 1871 decide terminar con su carrera universitaria para dedicarse a la atención particular de pacientes, entre los cuales se destacan personalidades como Johannes Brahms, Marie von Ebner-Eschenbach y Franz Brentano. Asimismo, consagra parte de su carrera científica a la investigación de los receptores vestibulares del oído interno mediante el estudio exhaustivo de la anatomía de peces, reptiles y aves. Por dicho análisis, y trabajando desde el laboratorio instalado en su hogar, en 1873 desarrolla, junto al fisiólogo Ernst Mach, la teoría Mach-Breuer sobre la función del conducto semicircular, que es primordial para entender la función del oído en la regulación del equilibrio en los seres humanos.
Junto con la práctica privada de la medicina y la investigación, Breuer se dedica a la enseñanza privada en el Instituto de Fisiología de la Universidad de Viena, dirigido por su exprofesor, Ernst von Brücke, hasta que renuncia definitivamente en 1885.
En un curso sobre afecciones renales que imparte en dicho instituto, hacia 1877 conoce a Sigmund Freud, uno de sus alumnos, con el que entablará una estrecha relación.

## Breuer, Freud y el psicoanálisis
La relación entre Josef Breuer y Sigmund Freud, mantenida entre 1882 y 1895, se articuló en diversos frentes. Además de hacerse amigos íntimos, Breuer tuvo un papel importantísimo en la vida de Freud como figura paterna, aconsejándolo en los distintos aspectos de la carrera que compartían. También lo apoyó económicamente para que estableciera su consultorio como médico particular, y finalmente fue el creador de un método para el tratamiento de la histeria en el cual se basó Freud para crear su teoría del inconsciente, y de ésta, el psicoanálisis.
Breuer y Freud, como médicos clínicos, ya venían atendiendo en paralelo a pacientes con trastornos psíquicos, en especial a mujeres de la burguesía de Viena con síntomas histéricos, pero es a partir del tratamiento a Anna O. (seudónimo dado por Josef Breuer a Bertha Pappenheim para proteger su identidad) que Breuer desarrolla los primeros estudios sobre la patología histérica.
Entre diciembre de 1880 y junio de 1882 Josef Breuer trata a Anna O., una joven de 21 años con cuadros de anorexia, parálisis, una grave perturbación del lenguaje y otros síntomas que aparecen luego de la muerte de su padre, y por la que es diagnosticada como histérica.
El tratamiento consistía en inducir a la paciente a un estado hipnótico (la hipnosis estaba en boga en aquella época) y persuadirla a que rememorara las circunstancias previas a la primera aparición de cada uno de los síntomas padecidos. De esta manera, al salir del trance hipnótico, dichos síntomas histéricos iban desapareciendo uno a uno. Este tratamiento, realizado dos veces al día, al que Anna O. solía llamar “cura por la palabra” o “deshollinación”, y que Josef Breuer denominó método “catártico”, tuvo progresos y retrocesos con relación al vínculo amoroso imaginario que la paciente había creado con su doctor. Efectivamente, Bertha, durante casi los dos años que duró la atención, fue elaborando una transferencia afectiva con Breuer que provocaba fluctuaciones en sus estados de mejoría y empeoramiento de acuerdo a si el doctor estaba presente o no.
A mediados de 1882, ante los celos de su esposa, Matilde, por dedicarle demasiado tiempo a la paciente, y dada la desaparición eventual de todos los síntomas histéricos de Bertha por el proceso de catarsis, Breuer informa a esta última que da por terminado el tratamiento. No obstante, esa misma noche se le solicita con urgencia en casa de la paciente, a la que descubre confusa, contorsionándose y con agudos dolores abdominales. Inquirida por sus dolencias, ésta responde a viva voz que está por “parir al hijo del Dr. Breuer”.
Escandalizado ante tal escena de embarazo psicológico, y reconociendo que el tratamiento no había surtido efecto, Breuer opta por transferir a Bertha Pappenheim al cuidado de Freud.
Sin embargo, a la larga este fracaso arrojó resultados muy positivos que Breuer y Freud aprovecharon. Breuer descubrió que los pacientes histéricos no tenían dolencias físicas sino que, en realidad, sus síntomas eran el resultado de la acción permanente de ciertas experiencias traumáticas del pasado que por su inadmisibilidad se habían reprimido, aunque no olvidado, y además, que al liberar dichos pensamientos reprimidos, exteriorizándolos y aceptándolos de manera consciente, los síntomas desaparecían.
Breuer no hace público sus descubrimientos con relación al tratamiento de Anna O., pero sí le ofrece a Freud utilizar el método catártico en los pacientes de éste. Freud, basándose en dicho método, opta por dejar de lado la hipnosis y en su lugar establece el procedimiento de “asociación libre”. De esta manera, ambos van desarrollando una forma revolucionaria de psicoterapia que desemboca, en 1893, en la publicación de “la comunicación preliminar” de Breuer-Freud sobre el mecanismo psíquico de los fenómenos histéricos, y en 1895, en los “Estudios sobre la histeria”.
Ya en 1891 la relación entre Breuer y Freud había comenzado a decaer debido a varias discusiones en el campo de lo científico. Breuer se apegaba a una concepción cientificista clásica que no aceptaba la separación total entre fisiología y psicología, mientras que Freud abogaba por la creación de todo un sistema teórico nuevo para la psicología y una independencia absoluta de cualquier otra rama médica. Por otro lado, Breuer concebía al método catártico con la hipnosis, pero sin la adopción de la “asociación libre” ni otras modificaciones y ampliaciones sugeridas por Freud. Pero lo que algunos autores consideran el desacuerdo que precipitó el fin de la amistad fue la discusión sobre los recuerdos infantiles y la seducción. Freud consideraba que sus pacientes neuróticos habían sido seducidos en la infancia, en cambio Breuer creía que tales seducciones nunca habían existido sino que eran recuerdos de fantasías infantiles. Sobre este último punto, y con el tiempo, Freud daría la razón a Breuer.
La amistad terminó por romperse definitivamente para el año de la publicación de Estudios sobre la Histeria, en 1895.
Breuer desistió de continuar con los estudios sobre el psicoanálisis. Prefirió seguir con el ejercicio clínico en su consulta privada, como lo venía haciendo desde hacía mucho tiempo. Con todo, siguió de cerca la carrera de su examigo, al que le tenía respeto sumo aunque no compartieran los mismos puntos de vista. Freud reconoció el carácter anticipatorio de los estudios de Breuer respecto al psicoanálisis, pero advirtió que había diferencias fundamentales entre las concepciones de Breuer y la propia, especialmente en cuanto que Breuer tendía a una teoría fisiológica "hipnoide", a diferencia de la teoría de la "defensa" (llamada luego, "represión") propugnada por Freud.
Entre otras tantas teorías, a Breuer se le atribuye el concepto de que la percepción y la memoria son procesos psíquicos completamente distintos, y de haber desarrollado una teoría de las alucinaciones.
Sin duda alguna, Josef Breuer fue un personaje de gran influencia en el proceso teórico de la psicología, a pesar de haber sido subestimada su influencia en los conceptos de Sigmund Freud.
Breuer es reconocido como uno de los mejores fisiólogos y psicólogos de Viena. Fallece en la misma ciudad que lo vio nacer, el 20 de junio de 1925, a los 83 años.

## Obra
- Zwei Fälle von Hydrophobie. In: Wiener medizinische Wochenschrift 18 (1868). Sp. 178 f., 210-213.
- Das Verhalten der Eigenwärme in Krankheiten. In: Wiener medizinische Wochenschrift 18 (1868). Sp. 982-985, 998-1002.
- Die Selbststeuerung der Athmung durch den Nervus vagus. In: Sitzungsberichte der Akademie der Wissenschaften Wien, math.-naturw. Kl. 58/2 (1868), S. 909-937.
- Bemerkungen zu Senator's „Beiträge zur Lehre von der Eigenwärme und dem Fieber“. In: Arch. path. Anat., Berlin 46 (1969), S. 391 f.
- Über Bogengänge des Labyrinths. In: Allg. Wien. med. Ztg. 18 (1873), S. 598, 606.
- Über die Function der Bogengänge des Ohrlabyrinthes. In: Med. Jb., Wien 1874. S. 72-124.
- Zur Lehre vom statischen Sinne (Gleichgewichtsorgan). Vorläufige Mittheilung. In: Anz. Ges. Ärzte, Wien 1873. Nr. 9 (17. Dezember 1873), S. 31-33.
- Beiträge zur Lehre vom statischen Sinne (Gleichgewichtsorgan, Vestibularapparat des Ohrlabyrinths). Zweite Mittheilung. In: Med. Jb., Wien 1875. S. 87-156.
- Neue Versuche an den Ohrbogengängen. In: Arch. Physiol. 44 (1889), S. 135-152.
- Über die Funktion der Otolithen-Apparate. In: Arch. Physiol. 48 (1891), S. 195-306.
- Über Brommastitis. In: Wien. med. Presse 35 (1894), Sp. 1028.
- Über Bogengänge und Raumsinn. In: Arch. Physiol. 68 (1897), S. 596-648.
- Die Krisis des Darwinismus und die Teleologie. Vortrag, gehalten am 2. Mai 1902. In: Vorträge und Besprechungen. (1902), S. 43-64. Nachdruck der Ausgabe 1902: Edition diskord, Tübingen 1986.
- Über Galvanotropismus bei Fischen. In: Zbl. Physiol., Wien 16 (1902), S. 481-483.
- Studien über den Vestibularapparat. In: Sitzungsberichte der Akademie der Wissenschaften Wien, math.-naturw. Kl. 112/3(1903), S. 315-394.
- Über den Galvanotropismus (Galvanotaxis) bei Fischen. In: Sitzungsberichte der Akademie der Wissenschaften Wien, math.-naturw. Kl. 114/3 (1905), S. 27-56.
- Über das Gehörorgan der Vögel. In: Sitzungsberichte der Akademie der Wissenschaften Wien, math.-naturw. Kl. 116/3 (1907), S. 249-292.
- Bemerkungen zu Dr. H. Abels Abhandlung „über Nachempfindungen im Gebiete des kinästhetischen und statischen Sinnes“. In: Zschr. Psychol. Physiol. Sinnesorg. 45 (1907), 1. Abt., S. 78-84.
- Über Ewald's Versuch mit dem pneumatischen Hammer (Bogengangsapparat). In: Zschr. Sinnesphysiol. 42 (1908), S. 373-378.
- Curriculum vitae [1923]. In: Dr. Josef Breuer 1842-1925. Wien o. J. [1927]. S. 9-24.
- Ein telepathisches Dokument. In: Umschau 28 (1924). S. 215 f.
- Josef Breuer / Rudolf Chrobak: Zur Lehre vom Wundfieber. Experimentelle Studie. In: Med. Jb., Wien 22/4 (1867). S. 3-12.
- Josef Breuer / Sigmund Freud: Über den psychischen Mechanismus hysterischer Phänomene. Vorläufige Mittheilung. In: Neurol. Zbl. 12 (1893), S. 4-10, 43-47; zugleich in: Wien. med. Blätter 16 (1893), S. 33-35, 49-51.
- Sigmund Freud / Josef Breuer: Studien über Hysterie. Franz Deuticke, Leipzig + Wien 1895. Neudruck: 6. Auflage. Fischer, Frankfurt a. M. 1991. ISBN 3-596-10446-7
- Josef Breuer / Alois Kreidl: Über die scheinbare Drehung des Gesichtsfeldes während der Einwirkung einer Centrifugalkraft. In: Arch. Physiol. 70 (1898), S. 494-510.
- Marie von Ebner-Eschenbach / Josef Breuer: Ein Briefwechsel. 1889-1916. Bergland-Verlag, Wien 1969